# Formicosepsis tinctipennis
Formicosepsis tinctipennis är en tvåvingeart som beskrevs av Meijere 1916. Formicosepsis tinctipennis ingår i släktet Formicosepsis och familjen Cypselosomatidae. Inga underarter finns listade i Catalogue of Life.